# 第11屆金鐘獎
第11屆金鐘獎是1975年台灣廣播、電視業界的年度盛事之一，表揚1975年度傑出的台灣廣播和電視之藝人。
第15屆之前，金鐘獎採事前公佈得獎名單的方式，因此無「入圍名單」。

## 得獎名單
例如之標記為該獎項得獎者。

### 優良電視節目獎

#### 廣告獎
廣播廣告
電視廣告

## 外部連結
- 64年金鐘獎得獎名單【優良電視節目獎 / 廣告獎】 （页面存档备份，存于）.文化部影視及流行音樂產業局.1975-04-01
- 64年金鐘獎得獎名單【特別獎】 （页面存档备份，存于）.文化部影視及流行音樂產業局.1975-04-01
- 64年金鐘獎得獎名單【優良廣播節目獎】 （页面存档备份，存于）.文化部影視及流行音樂產業局.1975-04-01
- 64年金鐘獎得獎名單【個人技術獎 / 社會建設服務獎】 （页面存档备份，存于）.文化部影視及流行音樂產業局.1975-04-01